# 이태순
이태순(李泰淳, 일본식 이름: 山木泰淳야마키 다이준, 1898년 12월 29일 ~ ?)은 일제강점기의 경찰이다.

## 생애
1925년 경기도 경찰부 경성 용산경찰서 순사로 재직했으며, 1926년부터 1930년대 중반까지 경기도 경찰부 경성 종로경찰서 순사로 재직했다. 1926년 8월부터 12월까지 강달영 등 조선공산당 재건투쟁협의회 사건 관련자 17명을 심문했다.
1929년 12월 25일 비밀 독립 운동 결사 단체인 조선학생전위동맹 사건 관련자 한경석 등을 취조했으며, 이 과정에서 한경석이 갖고 있던 조선학생전위동맹 강령 전문을 압수했다. 1930년부터 1932년까지 경성부에서 일어난 각종 집회를 사찰했으며, 1934년 2월 3일 이책동 등 양평적색농민조합 관련자들을 체포하고 취조했다. 1934년 5월 조선공산당 재건동맹사건 당시 고성대(高城隊) 소속으로 있는 동안 강원도 고성군에서 적색농민조합 등 사건 관련 단체에 관한 수사를 진행했다.
1938년 10월 8일 인천을 거쳐 경성부에 도착한 상하이 주재 대한민국 임시 정부 요원 박경순을 검거한 뒤 심문했다. 1938년 11월 19일 공원회 등 조선공산당재건 경성준비그룹 관계자 10명을 체포하고 취조했다. 중일 전쟁 때인 1937년 7월 7일부터 1940년 4월 28일까지 경성역(현재의 서울역)과 용산역에서 총 131회에 걸친 군사 수송 경계 업무를 수행하는 한편, 정보 수집과 시국 범죄 위반 단속 업무를 수행하여 일본의 침략 전쟁에 적극 협력했다. 1939년 9월 6일 유수엽 외 1명을 보안법 위반 혐의로 체포하고 취조했으며, 1940년 4월 29일 중일 전쟁에 적극 협력한 공로를 인정받아 일본 정부의 지나 사변 행상에서 공로(功勞)에 상신되었다.
1939년 종교 결사 단체인 각세교(覺世敎) 교도들과 기독교 단체인 등대사 관련자들 수십 명이 불경스러운 언동을 하고 국체 변혁을 시도했다며 치안유지법 위반 혐의로 검거하는 한편, 이들을 조사, 취조하는 데에 협조했다. 민족문제연구소의 친일인명사전 수록자 명단의 경찰 부문, 친일반민족행위진상규명위원회가 발표한 친일반민족행위 705인 명단에 포함되었다.

## 참고자료
- 친일반민족행위진상규명위원회 (2009). 〈이태순〉. 《친일반민족행위진상규명 보고서 Ⅳ-14》. 서울. 585~604쪽.